# Сивково (озеро)
Сивково (каз. Сивково) — озеро в Кызылжарском районе Северо-Казахстанской области Казахстана. Находится у села Виноградовка.
По данным топографической съёмки 1940-х годов, площадь поверхности озера составляет 1,48 км². Наибольшая длина озера — 1,5 км, наибольшая ширина — 1,2 км. Длина береговой линии составляет 4,6 км, развитие береговой линии — 1,06. Озеро расположено на высоте 129 м над уровнем моря.
По данным обследования 1957 года, площадь поверхности озера составляет 1,6 км². Максимальная глубина — 3,12 м, объём водной массы — 3,7 млн. м³, общая площадь водосбора — 19,5 км².
Озеро входит в перечень рыбохозяйственных водоёмов местного значения.